# Fasada
Fasada (od francuskog: façade, iz talijanskog: facciata, koja je pak derivat od latinskog facies = izgled) je naziv za vanjski vidljivi dio neke građevine. 
One su uobičajeno perforirane prozorima, vratima i ventilacijskim otvorima. Fasadom se uobičajeno zove glavno lice zgrade, dio gdje se nalazi središni ulaz, okrenut prema trgu, ulici, parku.
Povijesno gledano, fasade su kojiput bile usko povezane s unutrašnjošću objekta, ili uopće nisu odavale kakva im je unutrašnja struktura.

## Karakteristike
Fasade mogu biti raščlanjivane po horizontali ili vertikali, pilastrima i drugim arhitektonskim elementima, rustikom, atikama, timpanonima, rozetama, arkaturama i sličnim. Ti elementi su bili uobičajeni na fasadama građevina izgrađenim do 19. st. u nekom od povijesbnih romanika, gotika, renesansa, barok, klasicizam...
Fasade mogu biti raščlanjene i bojama, a ne samo s nabrojanim elementima. 
Nakon pojave funkcionalizma i internacionalnog stila početkom 20. st., na fasade se počelo drugačije gledati, pa su i one oblikovane u skladu s namjenom i strukturom građevine, bez puno dekorativnih elemenata. Ti stilovi izrodili su obješene fasade - potpuno odvojenih od konstruktivnih (nosećih) dijelova zgrade. U najnovije vrijeme razvija se novi tip fasada, koje imaju ulogu proizvodnje (fotonaponske i uštede energije takozvane - inteligentne fasade.

## Vanjske poveznice
- Facciata na portalu Trecani enciclopedia Italiana (tal.)